# Kerbera eichleri
Kerbera eichleri är en oleanderväxtart som beskrevs av Fourn.. Kerbera eichleri ingår i släktet Kerbera och familjen oleanderväxter. Inga underarter finns listade i Catalogue of Life.